# Alassane Seydou
Alassane Seydou Lancina, född 9 september 1993, är en nigerisk simmare.
Vid olympiska sommarspelen 2020 i Tokyo slutade Seydou på 50:e plats på 50 meter frisim och blev utslagen i försöksheatet.